# Merrifieldia leucodactyla
Merrifieldia leucodactyla là một loài bướm đêm thuộc họ Pterophoridae. Nó được tìm thấy ở hầu hết châu Âu, cũng như Bắc Phi và Tiểu Á.
Sải cánh dài 18–25 mm. Con trưởng thành bay từ tháng 6 đến tháng 8.
Ấu trùng ăn Thymus serphyllum, Pulmonaria officinalis và Origanum vulgare. The larvae are green with a white-edged dark green dorsal line. There là một dark green subdorsal line, và yellowish grey spiracular line. The head is yellowish green.